# 卡斯特尔贡贝尔托
卡斯特尔贡贝尔托（義大利語：Castelgomberto），是意大利威尼托大区维琴察省的一个市镇。总面积17.3平方公里，人口6193人，人口密度358.0人/平方公里（2009年）。国家统计（ISTAT）代码为024028。